# Epicauta tarasca
Epicauta tarasca is een keversoort uit de familie van oliekevers (Meloidae). De wetenschappelijke naam van de soort is voor het eerst geldig gepubliceerd in 1991 door Pinto.